# Tremellales
Tremellales  es un orden de hongos de la clase Tremellomycetes. El orden contiene especies tanto teleomorfas como anamórficas, la mayoría de estas últimas son levaduras. Todas las especies teleomorfas en los Tremellales son parásitos de otros hongos, aunque los estados de levadura están muy extendidos y no se limitan a los huéspedes. Los basidiocarpos (cuerpos fructíferos), cuando se producen, son gelatinosos. También incluye algunos líquenes basidiomicetos.
El orden actualmente comprende 8 familias, que contienen alrededor de 300 especies válidas. Los géneros significativos incluyen Tremella, dos especies de las cuales son comestibles y se cultivan comercialmente, y los géneros de levadura Cryptococcus y Trichosporon, varias de las cuales son patógenos humanos.

## Historia

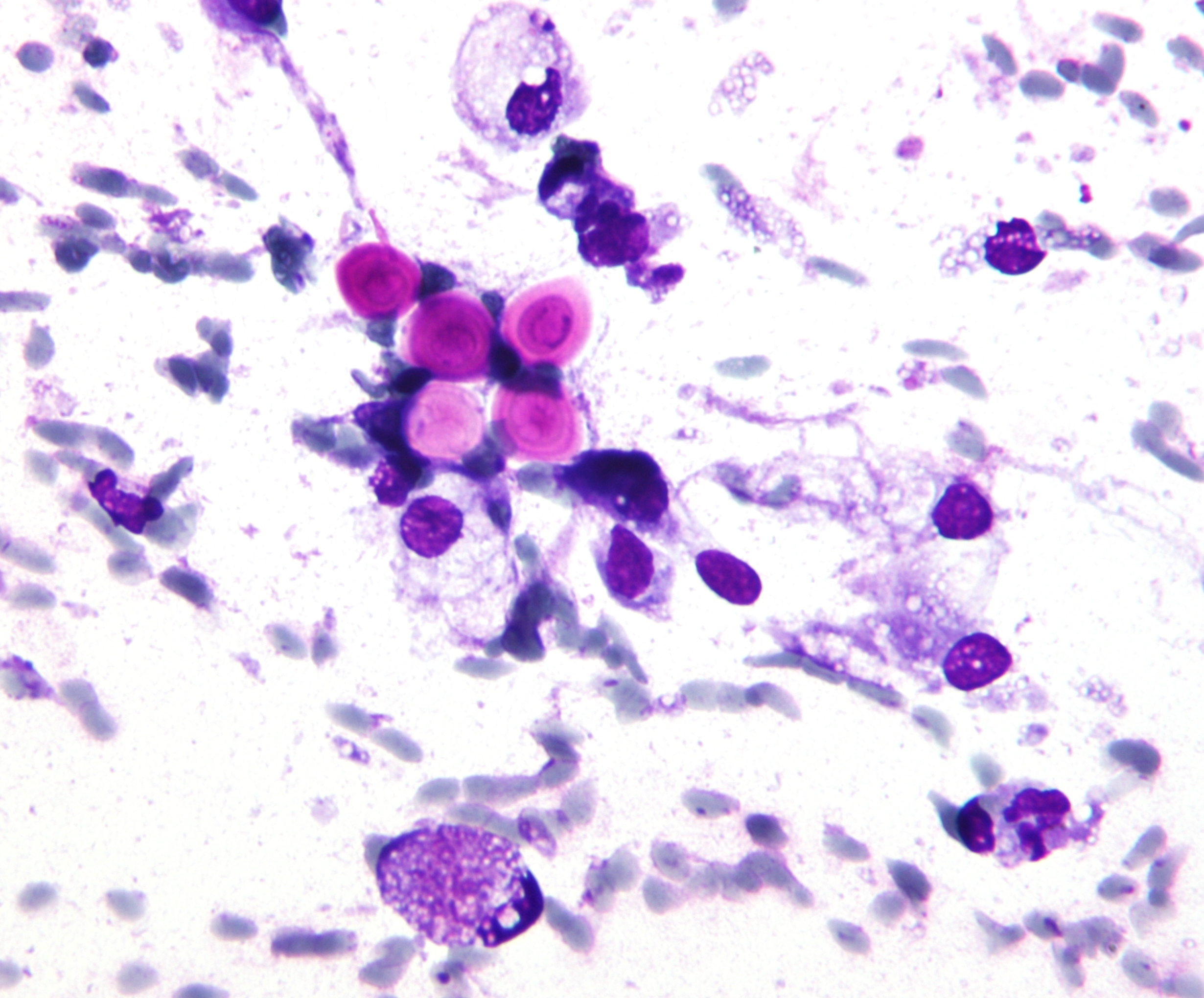
Levadura Cryptococcus.

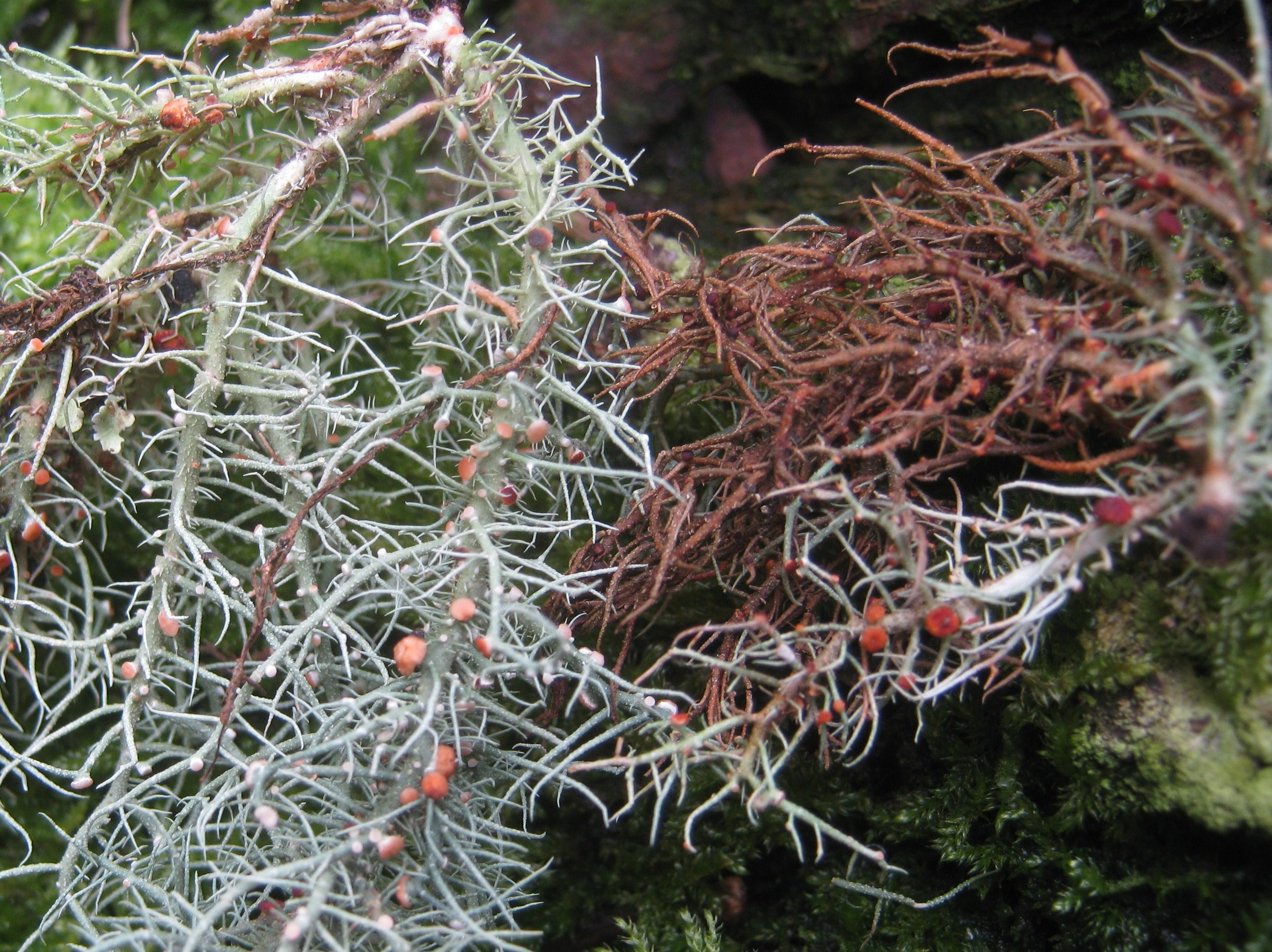
Liquen Biatoropsis.

El orden Tremellales fue creado por Carleton Rea en 1922 para especies en las que los basidios eran "tremelloides" (globoso a elipsoide con septos verticales o diagonales). Rea coloca dentro de ella una familia, las Tremellaceae, que tienen las mismas características que el orden.
Esta circunscripción fue generalmente aceptada hasta la década de los ochenta. En 1945, sin embargo, G.W. Martin propuso una extensión sustancial de la orden para incluir a todas las especies dentro de la clase (ahora obsoleta) Heterobasidiomycetes, excepto por las royas y los tizones. Por lo tanto, Martin incluyó dentro de las Tremellales no solo las Tremellaceae, sino también las Auriculariaceae, Dacrymycetaceae, Hyaloriaceae, Phleogenaceae, Septobasidiaceae, Sirobasidiaceae y Tulasnellaceae (incluyendo Ceratobasidium). Esta versión extendida del orden no fue adoptada ampliamente, pero fue utilizada en varias publicaciones por el mismo Martin y, hasta la década de 1970, por su estudiante Bernard Lowy.
Una revisión más precisa se llevó a cabo en 1984, cuando Bandoni utilizó microscopía electrónica de transmisión para investigar la ultraestructura del aparato de poro septal en especies de Tremella. Esto reveló que Tremella y sus aliados eran distintos de Exidia y sus aliados, a pesar de que ambos grupos tenían basidia tremelloide. Bandoni refirió a este último grupo a los Auriculariales, restringiendo las Tremellales a las Tremellaceae, Sirobasidiaceae y Tetragoniomycetaceae.

## Estado actual
Búsqueda molecular, basado en análisis cladístico de secuencias de ADN, confirma Bandoni  ruptura entre el hongo tremeloide y exidioide y extiende la circumscripción del tremeloide grupo por incluir varios géneros de levaduras cuyo estado era anteriormente incierto. La búsqueda molecular también indicó que el género Filobasidiella (junto con su levadura Cryptococcus) y el género Syzygospora tendría que ser incluido dentro del grupo, incluso si esta especie no tiene basidios tremeloides. La Trichosporonaceae, una familia de levaduras, a veces se coloca en su propio orden separado (las Trichosporonales), pero el consenso actual coloca a la familia dentro de las Tremellales. Varios géneros — Varios géneros: Sigmogloea, Tremellina y Xenolachne. - cuya colocación familiar es incierta también se incluyen en el orden.